# 亚硒酸
亚硒酸（化学式：H2SeO3，或写作(HO)2SeO），是硒的含氧酸的一种，其中硒的氧化态为+4。它是白色正交晶系晶体，极易溶于水，由二氧化硒溶于少量水缓慢蒸發结晶并用氢氧化钾干燥得到。晶体中稍许畸变的SeO3基团，靠较强的氢键相互连接。
亚硒酸是二元中强酸，中和程度不同时会分别得到亚硒酸氢盐（含HSeO3−）和亚硒酸盐（含SeO32−）：
H2SeO3 ⇌  H+  +  HSeO3−  pKa = 2.62
HSeO3− ⇌  H+  +  SeO32−  pKa = 8.32
浓度超过4mol/L的亚硒酸会发生二聚生成H2Se2O5，并脱去一分子水。它与亚硫酸不同，溶液不游离出二氧化硒，固态亚硒酸加热至150°C分解为二氧化硒。
亚硒酸是一个中强的氧化剂，动力学上不活泼。酸性溶液中，它可以氧化二氧化硫、硫化氢、硫脲、碘化钾、硫代硫酸钠、氨、肼、羟胺等还原性物质，半反应为：
H2SeO3 + 4H+ + 4e− ⇌ Se + 3H2O  ；  Eo = +0.74 V
碱性溶液中：
SeO32− + 4e− + 3H2O ⇌ Se + 6OH−  ； Eo = −0.37 V
在更强的氧化剂（如臭氧、過氧化氫、高锰酸根离子）作用下，亚硒酸也可以被氧化为硒酸。

## 用处
亚硒酸主要用于保护、烤蓝钢铁，特别是热武器的钢铁部件。该过程会使用亚硒酸、硝酸铜及硝酸来将银灰色的钢铁变成蓝灰色或黑色。
它在有机合成中用于制取1,2-二羰基化合物，如把三聚乙醛氧化成乙二醛。
可用于毒品检测的Mecke试剂中含有亚硒酸。亚硒酸还可用于补硒。

## 危害
亚硒酸有很高毒性，中毒症状可能延迟数小时，包括昏迷、恶心、低血压，严重时可能致死。它会造成食道烧伤。至今已发生多起因误服含有亚硒酸的烤蓝剂而死的案例。